# Качая железо
«Качая железо» (англ. Pumping Iron) — документально-игровой фильм 1977 года. В фильме снялся 28-летний Арнольд Шварценеггер — 5-кратный обладатель титула «Мистер Олимпия». В этой картине будущая суперзвезда Голливуда и губернатор Калифорнии будет бороться за свой 6-й титул «Мистер Олимпия».

## Сюжет
По всему миру бодибилдеры готовятся к соревнованиям Мистер Олимпия и Мистер Вселенная 1975 года. В знаменитом тренажёрном зале «Gold’s gym» пятикратный чемпион Арнольд Шварценеггер готовится штурмовать очередной пьедестал. Соперники будут бороться с ним изо всех сил, ведь среди них такие суперпрофессионалы как Лу Феррино, Франко Коломбо и другие.

## Обзор
В дополнение к популяризации бодибилдинга, «Качая железо» представило Арнольда Шварценеггера всему миру и стало важным фактором, который поспособствовал развитию его актёрской карьеры; Маргарет Уолтерс комментирует, что вместе с книгой «Качая железо», фильм сделал имя Шварценеггера нарицательным, а его тело известным даже людям, которые никогда не посещали спортзал. Франко Коломбо продолжит выступать и в дальнейшем выиграет титул «Мистер Олимпия» в 1976 и 1981 годах, и, в конце концов даже станет практикующим мануальным терапевтом и актёром. Лу Ферриньо также добился значительных успехов: хотя он и не стал «Мистером Олимпия», он преуспел на телевидении и в кино, сыграв главную роль в сериале «Невероятный Халк».
Сиквел 1985 г., «Качая железо II: Женщины» был посвящён женскому бодибилдингу.
Юбилейное издание «Качая железо», приуроченное к 25-летию выхода оригинальной картины, включает комментарии Шварценеггера и Джорджа Батлера, в которых они признаются, что некоторые части фильма были поставлены по-особому, чтобы сделать фильм более интересным. В начале Батлер хотел создать простой документальный фильм, описывающий бодибилдеров, как людей из плоти и крови, но так у него не получалось. Вместо этого, он решил прибегнуть к популярному подходу плохого и хорошего героя. Шварценеггер и Кен Уоллер были выбраны в качестве плохих парней. Так Шварценеггер рассказывает, что не поехал на похороны отца, так как для него важнее подготовка к очередным соревнованиям; что он запросто даст плохой совет своему лучшему другу и сопернику на сцене Франко Коломбо ради того, чтобы повысить свои шансы на успех; что он готов психологическим прессингом сорвать подготовку своего главного оппонента Лу Ферриньо. Сцена, где Уоллер обсуждает с Робби Робинсоном и Роджером Каллардом за игрой в футбол свой план, как он украдёт футболку Майка Катца, чтобы вывести его из психологического равновесия, был снят уже после соревнования. В бонус разделе DVD, Уоллер утверждает, что он решил спрятать рубашку, не зная, что это станет важным событием в фильме. Он также признал, что его часто освистывают из толпы из-за инцидента с футболкой. Батлер, однако, заявил, что решение сделать Уоллера виноватым в инциденте с футболкой пришло после снятия кадров, где Катц утверждает, что он готов поспорить, что Уоллер взял её. Это стало импульсом для съёмок сцены за игрой в футбол.

## В фильме снимались
- Арнольд Шварценеггер
- Лу Феррино
- Майк Катц
- Франко Коломбо
- Эд Корни
- Кен Уоллер
- Серж Нюбре
- Робин Робинсон
- Фрэнк Зейн
- Дэнни Падилла
- Роджер Каллард

## Интересные факты
- Было отснято 100 часов материала, из которого получился 85-минутный фильм. DVD-издание, посвящённое 25-летию создания фильма содержит многое, не вошедшее в основной метраж.
- В фильме Арнольду Шварценеггеру необходимо было рассказать несколько историй из своей жизни, чтобы фильм не был скучным. Спортсмен рассказал, что из-за подготовки к турниру не поехал на похороны отца. Позже он в оправдание пытался представить дело так, что эту историю он услышал от одного французского культуриста и рассказал от своего имени в фильме, чтобы придать себе больше брутальности. Но журналисты очень заинтересовались этой историей и выяснили, что 11 декабря 1971 года Арнольд действительно не поехал на похороны своего отца. В последующем он озвучивал целых три версии, почему так поступил: что ему вовремя не сообщили (хотя похороны были спустя неделю после смерти отца), что он был на похоронах (!) (хотя десятки людей, в том числе и его родственники и друзья говорят о том, что его там не было), и наконец, что он накануне повредил колено и не мог ехать. Стоит отметить, что годом раньше Арнольд также не явился на похороны своего старшего брата Мейнхарда, разбившегося в автокатастрофе[1].
- В 2011 году австралийский музыкант Luke Million, выпустил музыкальный альбом Arnold  Для презентации альбома было снято официальное видео  Архивная копия от 24 апреля 2018 на Wayback Machine, в этом видео использованы кадры из фильма.
- «Качать железо» — неологизм, придуманный Чарльзом Гейнсом, закрепившийся за занятием тяжёлой атлетикой или бодибилдингом.
- Джордж Батлер рассказывал, что после первого допремьерного показа фильм был резко негативно воспринят снявшимися в нём бодибилдерами, в частности, Кеном Уоллером, однако позже они сменили своё мнение.[2]